# 912 a.C.

## Eventos
O rei Abias de Judá (912-911 a.C) assume o trono

## Mortes
- Assurdã II, rei da Assíria. Reinou desde 935 a.C.
- Roboão, rei de Judá